# Desmiphora undulatofasciata
Desmiphora undulatofasciata är en skalbaggsart som beskrevs av Stefan von Breuning 1942. Desmiphora undulatofasciata ingår i släktet Desmiphora och familjen långhorningar. Inga underarter finns listade i Catalogue of Life.